# Jos Schurgers
Jos Schurgers (Haarlem, 18 de febrero de 1947) es un expiloto de motociclismo neerlandés, que estuvo compitiendo en el Campeonato del Mundo de Motociclismo desde 1968 hasta 1975.

## Biografía
Apasionado por las motocicletas desde muy joven, Schurgers debutó en competiciones en 1965 con una Morini 50 en el circuito Rockanje, haciendo su debut Mundial en Gran Premio de los Países Bajos de 1967, terminó en octavo lugar con una Kreidler 50cc.
El siguiente año Schurgers fue fichado por Van Veen, marca importatora holandesa de Kreidler, lo que le proporcionó una moto oficial en torno al cual construyó una moto de carreras con la que fue quinto en Gran Premio de los Países Bajos, una actuación que le valió el puesto de piloto del equipo neerlandés para 1969, en la que fue campeón nacional de 50cc
. Dentro del equipo Van Veen, Schurgers cubrió no solo el papel de piloto, sino también el de técnico. Su idea del "perro salchicha" Kreidler 50 GP con chasis bajado, en el que el piloto conducía mientras estaba acostado sobre el tanque de gasolina, mejorando la aerodinámica
.
En 1970 los holandeses participaron en todo el Campeonato del Mundo, obteniendo su primer podio del campeonato mundial (segundo en Alemania Oriental y tercero en Yugoslavia y Bélgica) terminando la temporada en sexto lugar, que superó en 1971, cuando acabó tercero.
En 1972 Van Veen no volvió a confirmar a Schurgers como piloto (pero lo mantuvo en su personal como técnico), lo que le permitió competir en 125cc. Para este fin, se construyó un motor de dos cilindros a partir de la base de un Bridgestone  Dual Twin  175 cm³ con un motor de dos tiempos del que se le reemplazaron los cilindros con otros derivados de Kreidler y utilizando un marco similar al que diseñó para 50cc, con lo que quedó noveno al final de la temporada. Con la misma moto reapareció la próxima temporada, obteniendo una rotunda victoria en Bélgica frente al actual campeón mundial Ángel Nieto, la tercera posición al final de la temporada detrás de Yamaha oficiales de Kent Andersson y Chas Mortimer y el título de campeón holandés del octavo de litro.
La carrera de Schurgers terminó en los entrenamientos a finales de 1973, ya que fue contratado a tiempo completo como diseñador en el proyecto OCR 1000, maximoto con motor Wankel construido por Van Veen. Todavía correría los Grandes Premios (obteniendo dos quintos lugares) y algunas carreras en todo el país hasta 1978.
Todavía con relación con Van Veen, Schurgers abrió un estudio de diseño en 1978. activo principalmente en la fabricación de carenados para motocicletas. Es una presencia frecuente en eventos dedicados a motocicletas antiguas, pilotando la Yamaha del Yamaha Classic Racing Team.

## Resultados en el Campeonato del Mundo
Sistema de puntuación desde 1950 hasta 1968:
| Posición | 1.º | 2.º | 3.º | 4.º | 5.º | 6.º |
| Puntos   | 8   | 6   | 4   | 3   | 2   | 1   |

Sistema de puntuación desde 1969 hasta 1987:
| Posición | 1.º | 2.º | 3.º | 4.º | 5.º | 6.º | 7.º | 8.º | 9.º | 10.º |
| Puntos   | 15  | 12  | 10  | 8   | 6   | 5   | 4   | 3   | 2   | 1    |

### Carreras por año
(Carreras en Negrita indica pole position, Carreras en cursiva indica vuelta rápida)
| Año  | Cat.  | Equipo      | 1       | 2     | 3      | 4     | 5       | 6     | 7       | 8       | 9     | 10    | 11      | 12      | 13    | Pts. | Pos. |
| ---- | ----- | ----------- | ------- | ----- | ------ | ----- | ------- | ----- | ------- | ------- | ----- | ----- | ------- | ------- | ----- | ---- | ---- |
| 1967 | 50cc  | Kreidler    | ESP -   | GER - | FRA -  | IOM - | NED 8   | BEL 6 | RDA -   | CZE -   | FIN - | ULS - | NAT -   | CAN -   | JPN - | 0    | -    |
| 1968 | 50cc  | Kreidler    | GER -   | ESP - | IOM -  | NED 6 | BEL 9   |       |         |         |       |       |         |         |       | 2    | 16.º |
| 1969 | 50cc  | Kreidler    | ESP -   | GER - | FRA -  |       | NED 6   | BEL - | DDR -   | CZE -   |       | ULS - | NAT -   | YUG -   |       | 5    | 23.º |
| 1970 | 50cc  | Kreidler    | GER 10  | FRA 4 | YUG 3  |       | NED Ret | BEL 3 | DDR 2   | CZE 17  |       | ULS - | NAT Ret | ESP Ret |       | 41   | 6.º  |
| 1970 | 125cc | MZ          | GER Ret | FRA - | YUG 12 | IOM - | NED -   | BEL - | DDR -   | CZE -   | FIN - |       | NAT -   | ESP -   |       | 0    | -    |
| 1971 | 50cc  | Kreidler    | AUT 12  | GER - |        | NED 2 | BEL 2   | DDR 3 | CZE Ret | SWE Ret |       |       | NAT 4   | ESP -   |       | 23   | 9.º  |
| 1972 | 125cc | Bridgestone | GER -   | FRA - | AUT 12 | NAT - | IOM -   | YUG - | NED 4   | BEL Ret | DDR 5 | CZE - | SWE 5   | FIN -   | ESP 8 | 23   | 9.º  |
| 1973 | 125cc | Kreidler    | FRA Ret | AUT - | GER 3  | NAT 2 | IOM -   | YUG 3 | NED 11  | BEL 1   | CZE 3 | SWE 9 | FIN 4   | ESP 6   |       | 70   | 3.º  |
| 1974 | 125cc | Bridgestone | FRA -   | GER - | AUT -  | NAT - |         | NED 5 | BEL -   | SWE -   |       | CZE - | YUG -   | ESP -   |       | 6    | 24.º |
| 1975 | 125cc | Bridgestone | FRA -   | ESP - | AUT -  | GER - | NAT -   |       |         | NED 5   | BEL - | SWE - |         | CZE -   | YUG - | 6    | 15.º |